# Kim Ku

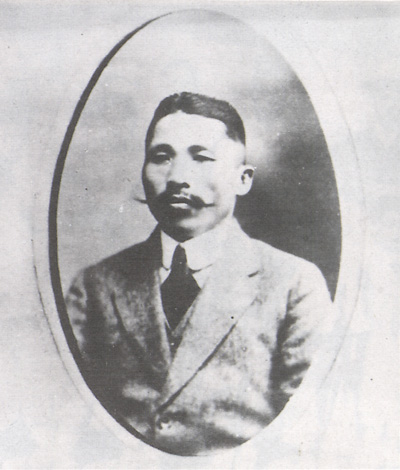
Kim Ku v roce 1919

Kim Ku (* 29. srpna 1876 – 26. června 1949) byl 9~10, 16~18. prezident Korejské Prozatímní vlády v letech 1927 až 1928, 1940 až 1947.
Předsedou vlády korejské Prozatímní vlády byl v letech 1923 až 1924.